# Insula Kaffeklubben
Insula Kaffeklubben sau "Insula Cafe-clubului" (daneză: Kaffeklubben Ø; Kalaallisut: inuită Qeqertaat) este o mică insulă situată în extremitatea nordică a Groenlandei. Acesta este cel mai nordic punct de uscat de pe Pământ .

## Geografia
Insula Kaffeklubben se găsește la 707 km de Polul Nord geografic. Aceasta este amplasată la nord de Fiordul "Frederick E. Hyde", la aproximativ 37 km est de Capul Morris Jesup și la vest de Capul Bridgman, un pic mai la est de-a lungul coastei de nord a Groenlandei. Insula Kaffeklubben este de aproximativ 1 km lungime.

## Istoria

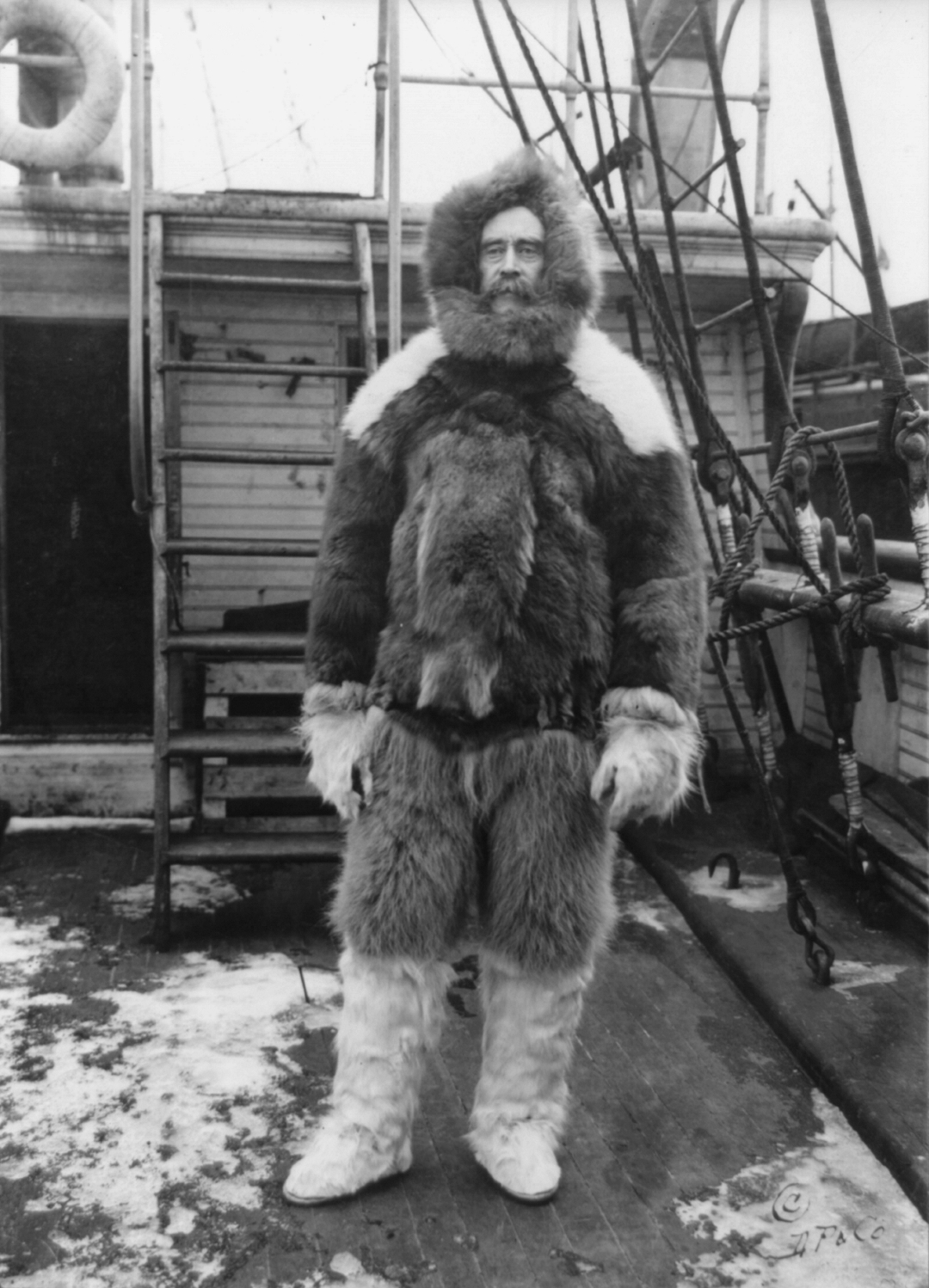
Robert Edwin Peary (1856–1920)

A fost zărită prima dată de către exploratorul american "Robert Peary" în 1900, Insula Kaffeklubben nu a fost vizitată de fapt, până în 1921. A fost vizitată, când exploratorul danez "Lauge Koch" a pus piciorul pe insulă, atunci insula a primit numele după clubul de cafea dintr-un muzeu de mineralogie din Copenhaga.
În 1969 o echipa canadiană a calculat că vârful său se află cu 750 de metri mai departe spre nord decât Capul Morris Jesup, astfel ei au pretins că este cel mai nordic punct de uscat de pe Pământ.
De atunci, mai multe bancuri de pietriș au fost descoperite mai la nord, cel mai important este Oodaaq, dar nu există o dezbatere pentru a stabili dacă Oodaaq sau alte bancuri de pietriș ar trebui luate în considerare pentru înregistrare ca cele mai nordice puncte, deoarece acestea sunt foarte rar permanente, fiind în mod regulat înghițite de foi de gheață în mișcare , deplasate, sau care se scufundă în ocean.